# Schwindebach
Der Schwindebach, mit älterem Namen die Schwindebeck, ist ein linker Nebenbach der Luhe in der Lüneburger Heide.
Er entspringt in der Schwindequelle östlich von Egestorf-Evendorf im Landkreis Harburg. Von dort fließt das Gewässer nach Osten, nimmt von links einen kleineren Bach vom Hasenberg kommend auf, verläuft dann Richtung Südosten, erreicht den Landkreis Lüneburg in der Gemeinde Soderstorf und nimmt von links den Ham-Bach auf.  
Am Bachlauf folgt dann die touristisch erschlossene  Schwindebachquelle westlich des Dorfes Schwindebeck. Mit einer Schüttung von 60 l/s ist sie die zweitstärkste Quelle in Niedersachsen nach der Rhumequelle. 
Kurz nach dem Durchqueren des Dorfes Schwindebeck, das nach dem Fließgewässer benannt ist, mündet die Schwinde schließlich in die Luhe.

## Name
Das Gewässer wurde im Jahr 1476 als Swenebecke erstmals schriftlich erwähnt und als Ortsname erscheint der Name schon im Jahr 1295 als Swenoldebeke. Das Bestimmungswort des Namens leitet sich vom mittelniederdeutschen Personennamen *Swenolde ab.

## Befahrungsregeln
Wegen intensiver Nutzung der Luhe durch Freizeitsport und Kanuverleiher erließ der Landkreis Harburg 2002 eine Verordnung unter anderem für die Luhe, ihre Nebengewässer und der zugehörigen Uferbereiche, die den Lebensraum von Pflanzen und Tieren schützen soll. Seitdem ist das Befahren und Betreten des Schwindebachs ganzjährig verboten.